# 伊哥斯波塔米戰役
伊哥斯波塔米戰役（Battle of Aegospotami /iːɡəˈspɒtəmaɪ/）發生於西元前405年，為斯巴達和雅典兩國間伯罗奔尼撒战争的局部戰役。以海戰為主的該戰役，斯巴達船隊使用偷襲戰術，攻擊摧毀擁有180艘船艦的雅典艦隊，並乘勝進逼雅典。翌年，雅典投降。

## 外部連結
- Livius.org: The battle of Aigospotamoi（页面存档备份，存于）